# Andropogon bicornis
El sapé del Brasil (Andropogon bicornis) es una especie de planta herbácea perteneciente a la familia Poaceae. Se encuentra en América.

## Descripción
Es una planta rizomatosa, perenne con los culmos delgados o medianamente robustos, que alcanzan un tamaño de 1-2.5 m de altura, ramificados hacia el ápice, glabros. Hojas con vainas carinadas, anchas, glabras, con el ápice largamente velloso; limbos planos o involutos, de hasta 50 cm x 2-5 mm, con márgenes escábridos. Panícula compuesta; racimos numerosos, geminados o ternados, 2-3 cm, sobre pedúnculos largos y filiformes, provistos de vainas estrechas y espatiformes; artículos y pedícelos filiformes y largamente pilosos. Espícula sésil, 3-5 mm, sin arista, con un callo velloso en la base. Lemas hialinos, enerves. Espícula pedicelada muy reducida o nula. Estambres tres. 

## Taxonomía
Andropogon bicornis fue descrita por Carlos Linneo y publicado en Species Plantarum 2: 1046. 1753.
Etimología
El nombre del género proviene del griego aner andr-(hombre) y pogon (barba), aludiendo a las vellosidades de los pedicelos de las espiguillas estériles masculinas.
bicornis: epíteto latíno que significa "con dos cuernos".
Sinonimia
- Anatherum bicorne P.Beauv.
- Andropogon heteranthus Steud.
- Rottboellia stipoides Steud.
- Saccharum bicorne (L.) Griseb.
- Sorghum bicorne (L.) Kuntze[5]